# Nosotras también estuvimos
Nosotras también estuvimos es una película documental de Argentina filmada en colores dirigida por Federico Strifezzo sobre su propio guion que se estrenó el 1 de abril de 2021 y que tuvo como protagonistas a Stella Carone, Ana Masito y Alicia Mabel Reinoso.

## Sinopsis
Un merecido homenaje a catorce enfermeras que recibieron heridos  en un hospital móvil en el aeropuerto de Comodoro Rivadavia, de importante papel en la Guerra de Malvinas, a través de los recuerdos de tres de ellas, rompiendo así un silencio doloroso y demasiado prolongado.

## Reparto
Participaron del filme:
- Stella Carone
- Ana Masito
- Alicia Mabel Reinoso

## Comentarios
Alejandro Lingenti en La Nación opinó:

… rescata una historia poco conocida, la de un grupo de mujeres argentinas que tuvo un papel muy importante en la época del conflicto armado de 1982 en las islas Malvinas. A través de los recuerdos de tres de esas protagonistas olvidadas durante demasiado tiempo, la película rompe un silencio doloroso y les rinde un merecido homenaje.

Nicolás Bianchi en el sitio elgolocine escribió:

”…hoy pelean contra el olvido y para ser reconocidas como veteranas de guerra…El carácter espontáneo de lo que cuentan, a partir de lo que rememoran, domina el documental…Una mínima utilización de archivo permite comparar lo que los noticieros informaban sobre lo que sucedía en ese hospital con lo que las enfermeras cuentan… Stella, Ana y Alicia cuentan del verdadero dolor que sufrían esos soldados, muchos de ellos chicos, que pedían por sus mamás.…La derrota que significó la guerra ronda el documental.. Quizás sea la causa, o al menos un factor, para que historias como las de las enfermeras hayan caído en el olvido. Ni siquiera ellas mismas en su vida cotidiana pudieron hablar de esos tiempos con naturalidad. … Es por momentos inevitablemente triste. Hay fibras todavía sensibles por una guerra problemática, perdida y de a ratos olvidada.